# (3029) Sanders
(3029) Sanders es un asteroide que forma parte del cinturón de asteroides y fue descubierto por Schelte John Bus el 1 de marzo de 1981 desde el Observatorio de Siding Spring, cerca de Coonabarabran, Australia.

## Designación y nombre
Sanders recibió inicialmente la designación de 1981 EA8.
Posteriormente, en 1988, se nombró en honor del científico estadounidense Jeffrey D. Sanders.

## Características orbitales
Sanders está situado a una distancia media del Sol de 2,24 ua, pudiendo acercarse hasta 1,991 ua y alejarse hasta 2,489 ua. Su inclinación orbital es 3,424 grados y la excentricidad 0,1112. Emplea en completar una órbita alrededor del Sol 1224 días.

## Características físicas
La magnitud absoluta de Sanders es 12,8.